# Berliner Märchentage
Die Berliner Märchentage wurden 1990 von Horst-Dieter Klock als Projekt der Neuen Gesellschaft für Literatur (NGL) gegründet und bis 1999 von ihm geleitet. Erstmals abgehalten wurden sie vom 11. bis 16. September 1990 unter dem Motto Autoren aus Ost und West erzählen Märchen für Kinder und für deren Konzeption verantwortlich waren neben Horst-Dieter Klock auch Eberhard Alexander-Burgh und Hans Häußler. Im Jahr 2000 wurde Silke Fischer innerhalb der NGL Projektleiterin der Berliner Märchentage und hat die Veranstaltungsreihe unter anderem vom September in den November verschoben. Seit 2004 ist der zeitgleich von Silke Fischer und der vormaligen NGL-Geschäftsführerin Monika Panse in Berlin gegründete Verein Märchenland e. V. unter beider Leitung Veranstalter des neu konzipierten Märchenfestivals.

## Veranstaltungen ab 1990
Die ersten vierzehn Berliner Märchentage bis 2003 wurden als Projekt der Neuen Gesellschaft für Literatur (NGL) abgehalten. Bereits während der ersten fünf Veranstaltungen wuchs die Zahl u. a. der teilnehmenden Autoren wie auch die der Veranstaltungsorte und die Dauer der Veranstaltung – von anfangs 6 auf bis zu 18 Tage – erheblich. Die themengebenden Motti der Berliner Märchentage waren unter der Leitung von Horst-Dieter Klock im Gegensatz zu den Veranstaltungen nach 1999 sehr offen gehalten und wurden im Oktober 1999 mit dem Deutschen Kinderkulturpreis ausgezeichnet. Ab 2000 änderte Silke Fischer als Projektleiterin innerhalb der NGL die Konzeption der Berliner Märchentage erheblich und hat sie 2004 als Direktorin des von ihr mitgegründeten Vereins Märchenland e. V. aus der NGL ausgegliedert, weshalb die Angaben hierzu ab 2000 in der nachfolgenden Tabelle nachzulesen sind. Zudem erlaubt es die derzeitige Quellenlage bislang nur, hier Angaben für die ersten fünf Berliner Märchentage von 1990 bis 1994 aufzuführen.
| Zeitraum                   | Motto                                                | Schirmherrschaft                                      | Veranstaltungen | Veranstaltungsorte | Besucher           |
| -------------------------- | ---------------------------------------------------- | ----------------------------------------------------- | --------------- | ------------------ | ------------------ |
| 11. bis 16. September 1990 | Autoren aus Ost und West erzählen Märchen für Kinder | (nicht genannt)                                       | ?               | ?                  | ?                  |
| 10. bis 20. September 1991 | Märchen unserer Stadt                                | Regierender Bürgermeister von Berlin Eberhard Diepgen | ?               | ?                  | ?                  |
| 6. bis 20. September 1992  | Märchen bauen Brücken                                | Regierender Bürgermeister von Berlin Eberhard Diepgen | ?               | ?                  | ?                  |
| 1. bis 19. September 1993  | Märchen weisen Wege                                  | (nicht genannt)                                       | 270             | 40                 | ?                  |
| 1. bis 18. September 1994  | Märchen machen Mut                                   | (nicht genannt)                                       | 470             | 109                | über 30.000 Kinder |
| 1995 bis 1999              | ?                                                    | ?                                                     | ?               | ?                  | ?                  |

### Auszeichnung
- Oktober 1999: Deutscher Kinderkulturpreis für die Berliner Märchentage, im letzten Jahr unter der Leitung ihres Gründers Horst-Dieter Klock.[3]

## Veranstaltungen ab 2000
Von 1990 bis 2003 waren die Berliner Märchentage ein Projekt der Neuen Gesellschaft für Literatur (NGL). Mit Silke Fischer, ab 2000 Projektleiterin der Berliner Märchentage innerhalb NGL und ab 2004 Direktorin des von ihr mitgegründeten Vereins Märchenland e. V., wurde die Veranstaltungsreihe von ihr konzeptionell erheblich verändert und 2004 aus der NGL ausgegliedert, weshalb die Tabelle hier die Angaben für die Veranstaltungen ab 2000 anzeigt.
So präsentierten die Berliner Märchentage von 2000 bis einschließlich 2015 jedes Jahr einen fremden Kultur- und Märchenkreis der Erde. In Kooperation mit den Botschaften und Institutionen der jeweiligen Länder wurden ab 2004 an durchschnittlich 17 Tagen Märchen, Mythen und Geschichten aus allen Epochen von internationalen Künstlern in Lesungen, Tanz-, Theater- und Musikveranstaltungen in Bibliotheken, Buchhandlungen, Schulen und Veranstaltungsräume präsentiert. Zudem fanden dazu wissenschaftliche Symposien, Ausstellungen und Filmveranstaltungen statt. Seit 2016 sind die Motti der Berliner Märchentage wieder ohne Nationen- bzw. Regionenbezug und verhandeln stattdessen Themen wie Liebe und Hass oder Macht und Ohnmacht.
Gefördert wird die Veranstaltungsreihe von der Senatsverwaltung für Bildung, Jugend und Sport Berlin, durch die Stiftung Deutsche Klassenlotterie und durch die Bundeszentrale für politische Bildung.
| Zeitraum                               | Motto                                                                                | Schirmherrschaft | Veranstaltungen | Veranstaltungsorte | Besucher |
| -------------------------------------- | ------------------------------------------------------------------------------------ | --- | --------------- | ------------------ | -------- |
| 23. November 2000 bis 3. Dezember 2000 | Nordische Märchen, Mythen und Geschichten                                            | Regierender Bürgermeister von Berlin Eberhard Diepgen Die Botschafter der Nordischen Länder in Berlin | 450             | 200                | 40.000   |
| 8. bis 18. November 2001               | Märchen und Geschichten aus 2001 Nacht                                               | Regierender Bürgermeister von Berlin Klaus Wowereit Präsident der Deutsch-Arabischen Gesellschaft Generalsekretär der Liga der Arabischen Staaten | 500             | 200                | 50.000   |
| 14. bis 24. November 2002              | Die Schatzkammer des Zaren                                                           | Regierender Bürgermeister von Berlin Klaus Wowereit Botschafter der Russischen Föderation Sergej B. Krylow | 600             | 250                | 75.000   |
| 6. bis 16. November 2003               | Märchen, Mythen, Mittelmeer                                                          | Regierender Bürgermeister von Berlin Klaus Wowereit Minister für kulturelle Angelegenheiten Italiens Giuliano Urbani Kulturminister Griechenlands Evangelos Venizelos | 700             | 250                | 77.000   |
| 5. bis 21. November 2004               | Sechzehn auf einen Streich                                                           | Regierender Bürgermeister von Berlin Klaus Wowereit Präsidenten des Bundesrates Dieter Althaus und Matthias Platzeck | 1.077           | 350                | 100.000  |
| 3. bis 20. November 2005               | Hans Christian Andersen                                                              | I.K.H. Margrethe II. von Dänemark Regierender Bürgermeister von Berlin Klaus Wowereit | 1500            | 400                | 150.000  |
| 2. bis 19. November 2006               | Die Donau – ein Märchenfluss                                                         | Regierender Bürgermeister von Berlin Klaus Wowereit | 1.000           | 275                | 160.000  |
| 8. bis 25. November 2007               | Von Löwenherzen und Räubertöchtern                                                   | Regierender Bürgermeister von Berlin Klaus Wowereit Schwedische Botschafterin in Berlin Ruth Jacoby | 850             | 350                | 150.000  |
| 6. bis 23. November 2008               | TELLstories – Schweizer Märchen                                                      | Regierender Bürgermeister von Berlin Klaus Wowereit Schweizerischer Botschafter Christian Blickenstorfer | 827             | 250                |          |
| 5. bis 22. November 2009               | Weltgeschichten – Von Schöpfern und Geschöpfen                                       | Regierender Bürgermeister von Berlin Klaus Wowereit Auswärtiges Amt | 930             | 350                |          |
| 4. bis 21. November 2010               | Vom Rio Grande bis Feuerland – Märchen und Geschichten                               | Regierender Bürgermeister von Berlin, Klaus Wowereit Botschafter der Republik Ecuador und Vorsitzender der Gruppe der Botschafter Lateinamerikas und der Karibik, Horacio H. Sevilla Borja                                                                                         | 730             | 350                |          |
| 10. bis 27. November 2011              | Das Land der unbegrenzten Möglichkeiten – Märchen und Geschichten aus den USA        | Regierender Bürgermeister von Berlin, Klaus Wowereit Botschafter der Vereinigten Staaten von Amerika, Philip D. Murphy | 700             | 350                |          |
| 8. bis 25. November 2012               | „ROTKÄPPCHEN KOMMT AUS BERLIN!“ 200 Jahre „Kinder- und Hausmärchen“ der Brüder Grimm | Regierender Bürgermeister von Berlin, Klaus Wowereit | 1.200           | 350                |          |
| 7. bis 24. November 2013               | „In 18 Tagen um die Welt“ Märchen und Geschichten aus der Frankophonie               | Regierender Bürgermeister von Berlin, Klaus Wowereit Botschafter der Französischen Republik, Maurice Gourdault-Montagne Botschafterin von Kanada, Marie Gervais-Vidricaire Botschafter der Republik Togo, Essohanam Comla Paka Botschafter des Königreichs Kambodscha, Widhya Chem | 800             | 300                |          |
| 6. bis 23. November 2014               | ONCE UPON A TIME Märchen und Geschichten aus dem Vereinigten Königreich              | Regierender Bürgermeister von Berlin, Klaus Wowereit Botschafter des Vereinigten Königreichs Großbritannien und Nordirland in Berlin, Sir Simon McDonald | 850             | 300                |          |
| 5. bis 22. November 2015               | Von KARAWANEN, WÜSTEN und OASEN Märchen und Geschichten aus der arabischen Welt      | Regierender Bürgermeister von Berlin, Michael Müller Botschafter des Königreichs Saudi-Arabien in Berlin, Doyen des Rats der Arabischen Botschaften, Ossama Abdul Majed Shobokshi                                                                                                  | 850             | 300                |          |
| 3. bis 20. November 2016               | DORNRÖSCHEN ERWACHT…! Mädchen und Frauen in Märchen und Geschichten                  | Regierender Bürgermeister von Berlin, Michael Müller Präsidentin von Willkommen in Berlin, Tone Korssund-Eichinger | 800             | 300                |          |
| 9. bis 26. November 2017               | Die Liebe ist eine Himmelsmacht – Märchen und Geschichten von Liebe und Hass         | Ralf Wieland, Präsident des Abgeordnetenhauses und Michael Müller, Regierender Bürgermeister von Berlin |                 |                    |          |
| 8. bis 25. November 2018               | Der goldene Faden des Schicksals – Märchen und Geschichten von Macht und Ohnmacht    | Regierender Bürgermeister von Berlin, Michael Müller Bürgermeister und Senator für Kultur und Europa in Berlin, Klaus Lederer | 600             | 260                |          |

## Märchenpreis
Im Jahr 2005 wurde zum 200. Geburtstag Andersens als undotierter Ehrenpreis die „Goldene Erbse“ als Berliner Märchenpreis ins Leben gerufen. Die Goldene Erbse – basierend auf Hans Christian Andersens Märchen Die Prinzessin auf der Erbse – steht für Sensibilität und die Vermittlung ethischer Werte. Die Direktorin Silke Fischer würdigt mit dem Ehrenpreis Goldene Erbse Menschen, die mit sozialem und kulturellem Engagement Hoffnung schenken.
| Datum             | Veranstaltungsort           | Preisträger                                                                                                 |
| ----------------- | --------------------------- | --- |
| 3. November 2005  | Rotes Rathaus, Festsaal     | María Teresa Mestre Uwe-Karsten Heye Klaus Wowereit                                                         |
| 25. November 2007 | Rotes Rathaus, Festsaal     | Peter Maffay Henning Mankell Heidi Oetinger                                                                 |
| 23. November 2008 | Rotes Rathaus, Festsaal     | Jette Joop Pfarrer Ernst Sieber Bernd Siggelkow                                                             |
| 5. November 2009  | Goya Berlin                 | Reinhold Messner Sabine Christiansen Dirk Roßmann                                                           |
| 4. November 2010  | Palazzo-Spiegelpalast       | Stephanie zu Guttenberg Iris Berben Marion Horn                                                             |
| 15. November 2011 | Estrel Festival Center      | Gail Halvorsen Steffi Jones Carmen Nebel Bettina Wulff                                                      |
| 20. November 2012 | ZDF-Hauptstadtstudio        | Hermann Bühlbecker Hans Georg Näder Vicky Leandros Alfred Theodor Ritter                                    |
| 7. November 2013  | Kanadische Botschaft        | Monika Grütters Ulrich Wickert Patricia Riekel                                                              |
| 6. November 2014  | Britische Botschaft         | Anna Loos Sir Rocco Forte Walter Kohl Royston Maldoom David Chipperfield                                    |
| 10. November 2015 | Schauspielhaus Berlin       | Norbert Lammert Sheikha Jawaher Bint Mohammed Al Qasimi Ali M. Thunayan Al-Ghanim Khadra Sufi Naserr Shamma |
| 14. November 2016 | Hotel Adlon                 | Susanne Klatten Regina Ziegler Sophie Boissard                                                              |
| 20. November 2017 | Abgeordnetenhaus von Berlin | Seyran Ateş Nora Tschirner Patrick de Saint-Exupéry Die Marmeladen-Oma und ihr Enkel Janik                  |
| 13. November 2018 | Chinesische Botschaft       | Sara Nuru Kirsten Boie William Li Uschi Glas                                                                |
| 13. November 2019 | Rotes Rathaus, Wappensaal   | Samuel Koch Josefine Helbling Ruth Bader Ginsburg Esther Bejarano                                           |

## Schülerwettbewerb
Seit 1998 richtet sich der jährliche Schreib- und Malwettbewerb, der seit 2004 bundesweit und seit 2008 international ausgeschrieben wird, an die 4., 5., und 6. Schulklassen. Im Rahmen der Berliner Märchentage sollen die Schüler nach einem vorgegebenen Thema eigene Märchen erfinden. Hinter Märchenland steht eine Jury von Experten, darunter Kinderbuchautoren, Märchenerzähler und -forscher, Lehrer, Journalisten und Entscheidungsträger aus Bundesministerien. Prämiert werden die zwölf schönsten Märchenballaden gemeinsam mit den zwölf gelungensten Bildern, die in einem Märchenkalender veröffentlicht und mit Sachpreisen ausgezeichnet werden.
| Jahr | Motto                                                                               |
| ---- | ----------------------------------------------------------------------------------- |
| 2004 | Kinder lügen mit Münchhausen um die Wette                                           |
| 2005 | Mit den Galoschen des Glücks durch Zeit und Raum                                    |
| 2006 | Märchenballaden vom Wasser                                                          |
| 2007 | Ich mach’ mir die Welt, wie sie mir gefällt                                         |
| 2008 | Von Gipfeln und Grotten – Märchenballaden aus Höhen und Tiefen                      |
| 2009 | Weltraum-Geschichten von fernen Planeten und unbekannten Kreaturen                  |
| 2010 | Das Geheimnis der vergessenen Bücher                                                |
| 2011 | Neue Helden braucht die Welt                                                        |
| 2012 | Wenn ich König von Deutschland wär…                                                 |
| 2013 | In den Wassern unserer Erde                                                         |
| 2014 | Sich gruseln oder mutig sein, das ist hier die Frage!                               |
| 2015 | Aladin, der Dschinn aus der Wunderlampe und ich                                     |
| 2016 | Auf die Dauer hilft nur Doppel-Power! (Super)Heldinnen und (Super)Helden in Aktion. |
| 2017 | Alles Liebe oder was?                                                               |